# Código de Alfred

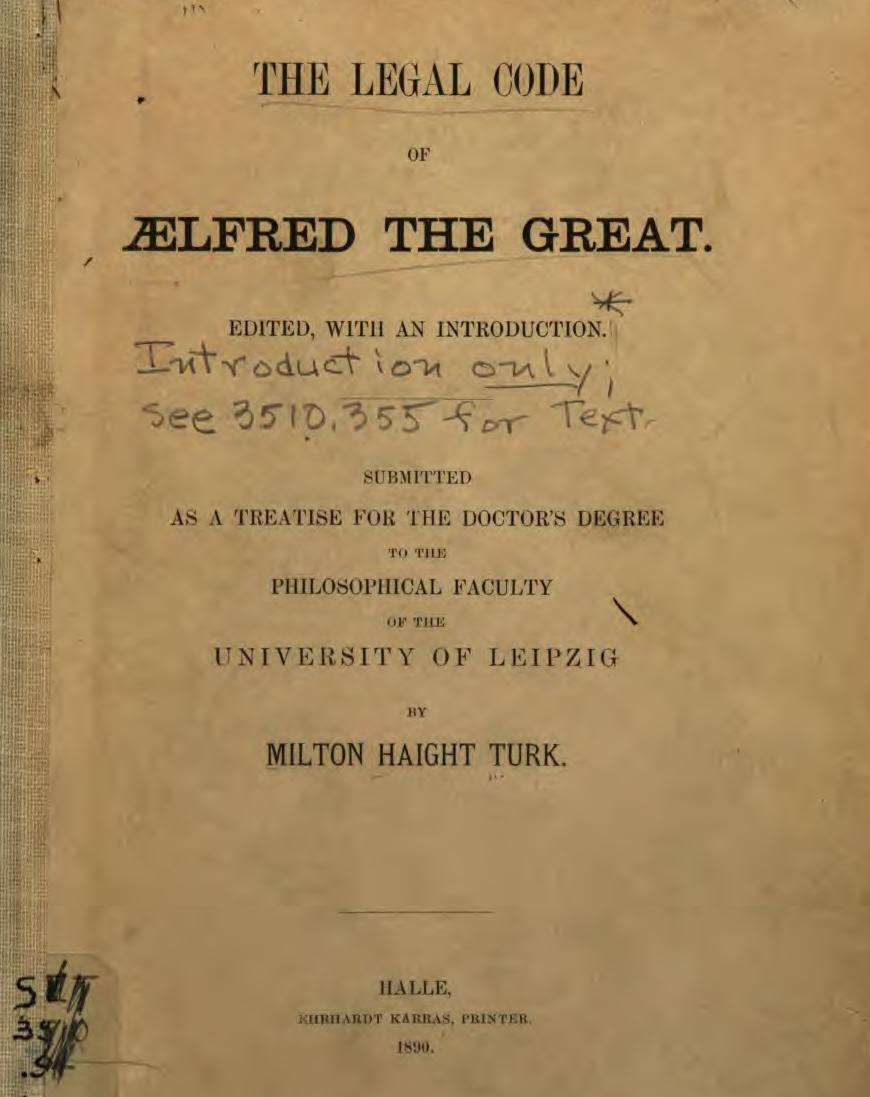
El código legal de Ælfred el Grande, por Milton Haight Turk, 1890

El Doom Book, Dōmbōc, Código de Alfred o El código legal de Ælfred el Grande fue el código de leyes compilado por Alfredo el Grande (c. 893 d. C.), quien codificó tres códigos sajones anteriores - los de Æthelberht de Kent (c. 602 d. C.), Ine de Wessex (c. 694 d. C.) y Offa de Mercia (c. 786 d. C.) - a los que antepuso los Diez Mandamientos de Moisés e incorporó reglas de vida del Código Mosaico y del Código de Ética Cristiano. 

## Contenido
El título Doom Book proviene de la palabra en inglés antiguo dōm que significa juicio o ley — como en la advertencia de Alfred de "¡Doom (juzga) muy uniformemente! No des una condena a los ricos; otra a los pobres! No darás una condena a tu amigo; otra a tu enemigo!". Esto refleja la ley mosaica, que dice: "¡No harás injusticia en el juicio!" No serás partidario de los pobres; ni cederán ante los grandes! ¡Pero debes juzgar a tu vecino con justicia! " (Leviticus 19:15).
El teólogo cristiano FN Lee documentó extensamente el trabajo de Alfred el Grande de recopilar los códigos legales de los tres reinos cristianos sajones y compilarlos en su Doom Book.  Detalla cómo incorporó los principios de la ley mosaica en su Código, y cómo este Código de Alfred se convirtió en la base de la Ley Común.
En el extenso prólogo del libro, Alfred resume los códigos mosaico y cristiano. El Dr. Michael Treschow, de la Facultad de Estudios Críticos y Creativos de la UBC, revisó cómo el Doom book sentó las bases para el Espíritu de Misericordia en su código, afirmando que la última sección del Prólogo no solo describe "una tradición de la ley cristiana a partir de la cual el el código de la ley se basa sino que también fundamenta la ley secular en las Escrituras, especialmente en el principio de misericordia".
El código legal contiene algunas leyes que a primera vista podrían parecer extrañas para ojos modernos, tales como: "Si un hombre mata sin querer a otro dejando que un árbol caiga sobre él, el árbol se entregará a los parientes de los muertos". Empero, este precepto podría, con el paso de los siglos, haberse derivado ley común de negligencia, que establece que una persona lesionada por el descuido involuntario de otra tiene derecho a recuperar una indemnización por su lesión. En el contexto de la ley antes mencionada, el árbol talado eran un valioso bien.

## Manuscritos
Los manuscritos que contienen el texto en inglés antiguo son:: 8 
- Cambridge, Corpus Christi College 173 (también conocido como Crónica anglosajona)
- Cambridge, Corpus Christi College 383 (también conocido como el Tratado de Alfred y Guthrum)
- Londres, Biblioteca Británica, Cotton Nero Ai
- Londres, Biblioteca Británica, Cotton Otho B.xi
- Londres, Biblioteca Británica, Burney 277
- Biblioteca de la Catedral de Rochester A. 3. 5 (también conocida como Textus Roffensis ) Asesinato

El texto fue traducido al latín durante el reinado de Canuto II de Dinamarca como la tercera parte de la Instituta Cnuti, y sobrevive en los siguientes manuscritos:: 8 
- Biblioteca de la Catedral de Rochester A. 3. 5 (el Textus Roffesnsis)
- Londres, British Library Cotton Titus A.27
- París, Bibliothèque Nationale, Colbert 3.860
- Oxford, Biblioteca Bodleian, Rawlinson C. 641

Se tradujo de forma independiente al latín por segunda vez durante el reinado de Enrique I como parte de la compilación latina conocida como Quadripartitus, que sobrevive en diez manuscritos.: 8–9 

## Ediciones y traducciones
- Liebermann, F. (ed. ), Die Gesetze der Angelsachsen, 3 vols (Halle a. S .: Niemeyer, 1903–16) (sigue siendo la edición crítica definitiva)
- Alfred; Turk, Milton Haight (Editor) (1973). The Legal Code of Alfred the Great. Ams Pr Inc. ISBN 0-404-56546-8.
- Simon Keynes y Michael Lapidge (trad. ), Alfred the Great: Asser's 'Life of King Alfred' and Other Contemporary Sources (Londres: Penguin, 1983), págs.163-70 (extractos traducidos)
- Todd Preston, King Alfred's Book of Laws: A Study of the Domboc and Its Influence on English Identity, With a Complete translation (Jefferson, NC: McFarland, 2012), págs. 105-48 (texto diplomático y traducción basada en Cambridge, Corpus Christi College, MS 173)